# アデミウソン・ブラガ・ビスポ・ジュニオール
アデミウソン・ブラガ・ビスポ・ジュニオール（Ademilson Braga Bispo Junior、1994年1月9日 - ）は、ブラジル・サンパウロ州クバタン出身のプロサッカー選手。セリエB・アヴァイFC所属。ポジションはフォワード（セカンドトップ、ウイング）。

## 来歴

### サンパウロ
2005年からサンパウロFCの下部組織に所属する。2012年2月2日、カンピオナート・パウリスタのグアラニFC戦でデビューを果たした。2012年7月22日、ブラジル・セリエAのフィゲイレンセFC戦でプロ初ゴールを記録。

### 横浜F・マリノス
2015年2月28日、Jリーグの横浜F・マリノスへ期限付き移籍で加入した。2015年3月14日、1stステージ第2節のFC東京戦で初先発。4月25日、1stステージ第7節の湘南ベルマーレ戦でリーグ戦初得点。個人技よりもチームプレーを重んじたスタイルで徐々にチームにフィットし、シーズン終了後にはマリノスサポーターが選ぶMVPに選ばれた。

### ガンバ大阪
2016年1月8日、Jリーグのガンバ大阪へ期限付き移籍することが発表された。4月3日、第5節の古巣・横浜FM戦で移籍後初得点。10月12日、2017年から完全移籍で獲得することが発表された。10月15日、ルヴァンカップ決勝の浦和レッズ戦でドリブルでカウンターから相手GK西川周作との1対1を制し、先制点を決めるも、チームはPK戦の末に敗れ準優勝となった。11月3日、2ndステージ第17節の川崎フロンターレ戦では2-2から決勝点を決めて、逆転勝利に貢献しチームは年間4位となった。
2017年7月29日、第19節のセレッソ大阪戦でチームの3点目となるゴールを決めて、吹田スタジアム初のJ1大阪ダービーで勝利に貢献した。
2018年シーズンは怪我の影響で リーグ戦17試合のみの出場となったが、8月10日に行われた第21節FC東京戦で宮本恒靖監督体制初勝利を決める決勝点 や10月6日に行われた第29節のセレッソ大阪との大阪ダービーでの決勝点 などチームのJ1残留に大きく貢献した。
2019年、J1でチーム得点ランクトップとなる10得点の成績を収め、自身初の二桁得点を記録。
2020年、リーグ戦6得点とチームの中心選手として活躍していた中、10月25日午前8時35分頃、大阪府茨木市内にて交通事故を起こし、道路交通法違反（酒気帯び運転、ひき逃げの報告義務違反）の容疑で任意捜査された。それに伴い、クラブからは謹慎処分が発表された。12月14日、同法違反と自動車運転処罰法違反（過失傷害）の疑いで書類送検された。12月28日、同日付けでの契約解除が発表された。2021年1月8日、 酒気帯び運転の罪で略式起訴され、同日、大阪簡易裁判所より罰金30万円の略式命令を受けた。ひき逃げについては起訴猶予処分となった。

### 武漢三鎮
2021年より、中国2部の武漢三鎮足球倶楽部に加入。チームの主力として活躍し、2年連続でリーグ戦11得点を上げて移籍1年目の2021年には2部初優勝、2年目の2022年には1部初優勝に貢献。
2023年8月28日、退団が公式発表された。

### FC町田ゼルビア
2023年9月5日、J2・FC町田ゼルビアに完全移籍にて加入することが内定した。
2024年1月13日、契約満了が公式発表された。

### アヴァイFC
2024年より帰国し、アヴァイFCに加入。

### 代表
2011年、U-17ブラジル代表として2011 FIFA U-17ワールドカップに出場し、大会得点ランキング3位となる5得点(チーム得点王)を記録した。この大会の準々決勝で対戦したU-17日本代表戦でもゴールを決めている。また、この大会でエースナンバーの背番号10をつけ、大会以降も年代別のブラジル代表で背番号10をつけるようになる。
2012年、U-20ブラジル代表としてSASFケープタウンU-20国際トーナメントに出場し、この大会でもU-20日本代表戦でゴールを決めている。
2013年、U-20ブラジル代表として2013 FIFA U-20ワールドカップの出場権をかけた南米ユース選手権に出場するも予選で敗退し、2013 FIFA U-20ワールドカップの出場権を逃した。ブラジルがFIFA U-20ワールドカップの出場権を逃すのは1979年に日本で開催された1979 FIFAワールドユース選手権以来34年ぶりのこととなった。
2014年、U-21ブラジル代表としてトゥーロン国際大会に出場し、大会得点ランキング2位となる3得点（チーム得点王）を記録し、ブラジルの優勝に貢献した。

## 個人成績
| 国内大会個人成績 | 国内大会個人成績 | 国内大会個人成績 | 国内大会個人成績 | 国内大会個人成績 | 国内大会個人成績 | 国内大会個人成績 | 国内大会個人成績 | 国内大会個人成績 | 国内大会個人成績 | 国内大会個人成績 | 国内大会個人成績 |
| 年度             | クラブ           | 背番号           | リーグ           | リーグ戦         | リーグ戦         | リーグ杯         | リーグ杯         | オープン杯       | オープン杯       | 期間通算         | 期間通算         |
| 年度             | クラブ           | 背番号           | リーグ           | 出場             | 得点             | 出場             | 得点             | 出場             | 得点             | 出場             | 得点             |
| ブラジル         | ブラジル         | ブラジル         | ブラジル         | リーグ戦         | リーグ戦         | ブラジル杯       | ブラジル杯       | オープン杯       | オープン杯       | 期間通算         | 期間通算         |
| ---------------- | ---------------- | ---------------- | ---------------- | ---------------- | ---------------- | ---------------- | ---------------- | ---------------- | ---------------- | ---------------- | ---------------- |
| 2012             | サンパウロ       | 11               | セリエA          | 23               | 3                | 1                | 0                | -                | -                | 24               | 3                |
| 2013             | サンパウロ       | 11               | セリエA          | 21               | 2                | 0                | 0                | -                | -                | 21               | 2                |
| 2014             | サンパウロ       | 19               | セリエA          | 15               | 1                | 5                | 1                | -                | -                | 20               | 2                |
| 2015             | サンパウロ       | 19               | セリエA          | 0                | 0                | -                | -                | -                | -                | 0                | 0                |
| 日本             | 日本             | 日本             | 日本             | リーグ戦         | リーグ戦         | リーグ杯         | リーグ杯         | 天皇杯           | 天皇杯           | 期間通算         | 期間通算         |
| 2015             | 横浜FM           | 39               | J1               | 33               | 8                | 3                | 0                | 3                | 2                | 39               | 10               |
| 2016             | G大阪            | 9                | J1               | 29               | 9                | 4                | 3                | 2                | 0                | 35               | 12               |
| 2017             | G大阪            | 9                | J1               | 22               | 4                | 2                | 0                | 2                | 0                | 26               | 4                |
| 2018             | G大阪            | 9                | J1               | 17               | 5                | 4                | 0                | 0                | 0                | 21               | 5                |
| 2019             | G大阪            | 9                | J1               | 32               | 10               | 9                | 1                | 2                | 1                | 43               | 12               |
| 2020             | G大阪            | 9                | J1               | 21               | 6                | 0                | 0                | 0                | 0                | 21               | 6                |
| 中国             | 中国             | 中国             | 中国             | リーグ戦         | リーグ戦         | リーグ杯         | リーグ杯         | FA杯             | FA杯             | 期間通算         | 期間通算         |
| 2021             | 武漢三鎮         | 7                | 甲級             | 24               | 11               | -                | -                | 0                | 0                | 24               | 11               |
| 2022             | 武漢三鎮         | 7                | 超級             | 27               | 11               | -                | -                | 0                | 0                | 27               | 11               |
| 2023             | 武漢三鎮         | 7                | 超級             | 14               | 4                | -                | -                | 1                | 0                | 15               | 0                |
| 日本             | 日本             | 日本             | 日本             | リーグ戦         | リーグ戦         | リーグ杯         | リーグ杯         | 天皇杯           | 天皇杯           | 期間通算         | 期間通算         |
| 2023             | 町田             | 29               | J2               | 3                | 1                | -                | -                | -                | -                | 3                | 1                |
| 通算             | ブラジル         | ブラジル         | セリエA          | 59               | 6                | 6                | 1                | -                | -                | 65               | 7                |
| 通算             | 日本             | 日本             | J1               | 154              | 42               | 22               | 4                | 9                | 3                | 185              | 49               |
| 通算             | 中国             | 中国             | 超級             | 42               | 15               | -                | -                | 0                | 43               | 15               |                  |
| 通算             | 中国             | 中国             | 甲級             | 24               | 11               | -                | -                | 0                | 0                | 24               | 11               |
| 総通算           | 総通算           | 総通算           | 総通算           | 257              | 71               | 28               | 5                | 9                | 3                | 304              | 79               |

その他の公式戦
- 2016年
  - スーパーカップ 1試合0得点
- 2023年
  - 中国スーパーカップ 1試合0得点

| 国際大会個人成績 | 国際大会個人成績 | 国際大会個人成績 | 国際大会個人成績 | 国際大会個人成績 |
| 年度             | クラブ           | 背番号           | 出場             | 得点             |
| AFC              | AFC              | AFC              | ACL              | ACL              |
| ---------------- | ---------------- | ---------------- | ---------------- | ---------------- |
| 2016             | G大阪            | 9                | 4                | 1                |
| 2017             | G大阪            | 9                | 6                | 1                |
| 通算             | AFC              | AFC              | 10               | 2                |

その他の国際大会
- 2017年
  - AFCチャンピオンズリーグ・プレーオフ 1試合1得点

出場歴
- Jリーグ初出場 - 2015年3月14日 J1.1st第2節 vsFC東京（味の素スタジアム）
- Jリーグ初得点 - 2015年4月25日 J1.1st第7節 vs湘南ベルマーレ（日産スタジアム）

## タイトル

### クラブ
サンパウロFC
- コパ・スダメリカーナ：1回（2012年）

武漢三鎮足球倶楽部
- 中国サッカー・甲級リーグ：1回（2021年）
- 中国サッカー・超級リーグ：1回（2022年）

FC町田ゼルビア
- J2リーグ：1回（2023年）

### 代表
U-21ブラジル代表
- SASFケープタウンU-20国際トーナメント：1回（2012年）
- トゥーロン国際大会：2回（2013年、2014年）
- ヴァリスユースカップ：1回（2013年）

### 個人
- Jリーグ・優秀選手賞：1回（2016年）

## 代表歴
- U-17ブラジル代表
  - 2011 FIFA U-17ワールドカップ(7試合5得点):2011年
- U-20ブラジル代表
  - SASFケープタウンU-20国際トーナメント:2012年
  - 南米ユース選手権2013:2013年
  - ヴァリスユースカップ:2013年
- U-21ブラジル代表
  - トゥーロン国際大会2013:2013年
  - トゥーロン国際大会2014:2014年